# Caccia alla volpe
Caccia alla volpe (Engels: After the Fox) is een Italiaans-Britse filmkomedie uit 1966 onder regie van Vittorio De Sica. In Nederland werd de film destijds uitgebracht onder de titel Zo oneerlijk als goud.

## Verhaal
De meesterdief Aldo Vanucci moet allerlei vermommingen aannemen om aan de politie te ontsnappen. Hij doet zich voor als de regisseur van een film, waarin zijn zus en een verlopen Hollywoodster de hoofdrol spelen. Zo creëert hij een dekmantel voor een goudtransport van Caïro naar Rome.
After the Fox, de titelsong van de film, werd gezongen door Peter Sellers met The Hollies. Het nummer is ook op single uitgebracht.

## Rolverdeling
| Acteur                | Personage         |
| --------------------- | ----------------- |
| Peter Sellers         | Aldo Vanucci      |
| Victor Mature         | Tony Powell       |
| Britt Ekland          | Gina Romantica    |
| Martin Balsam         | Harry Granoff     |
| Akim Tamiroff         | Okra              |
| Paolo Stoppa          | Polio             |
| Tino Buazzelli        | Siepi             |
| Mac Ronay             | Carlo             |
| Lydia Brazzi          | Mamma Vanucci     |
| Lando Buzzanca        | Politiechef       |
| Maria Grazia Buccella | Meisje in bikini  |
| Maurice Denham        | Chef van Interpol |
| Tiberio Murgia        | Detective         |
| Francesco De Leone    | Detective         |
| Carlo Croccolo        | Caféhouder        |